# 城堡 (專輯)
《城堡》（英語：Castle）是臺灣歌手蔡依林的第六張錄音室專輯，由新力音樂於2004年2月27日發行。專輯由王治平、李偲菘、周杰倫、薛忠銘、黃怡和鍾佐鴻製作，融合流行、嘻哈、拉丁、香頌、重金屬和英倫搖滾等音樂元素。
專輯在臺灣銷量超過30萬張，並在全亞洲銷量超過150萬張，成為2004年臺灣年度唱片銷量第二名，也獲得年度臺灣女歌手唱片銷量第一名。

## 背景和發展

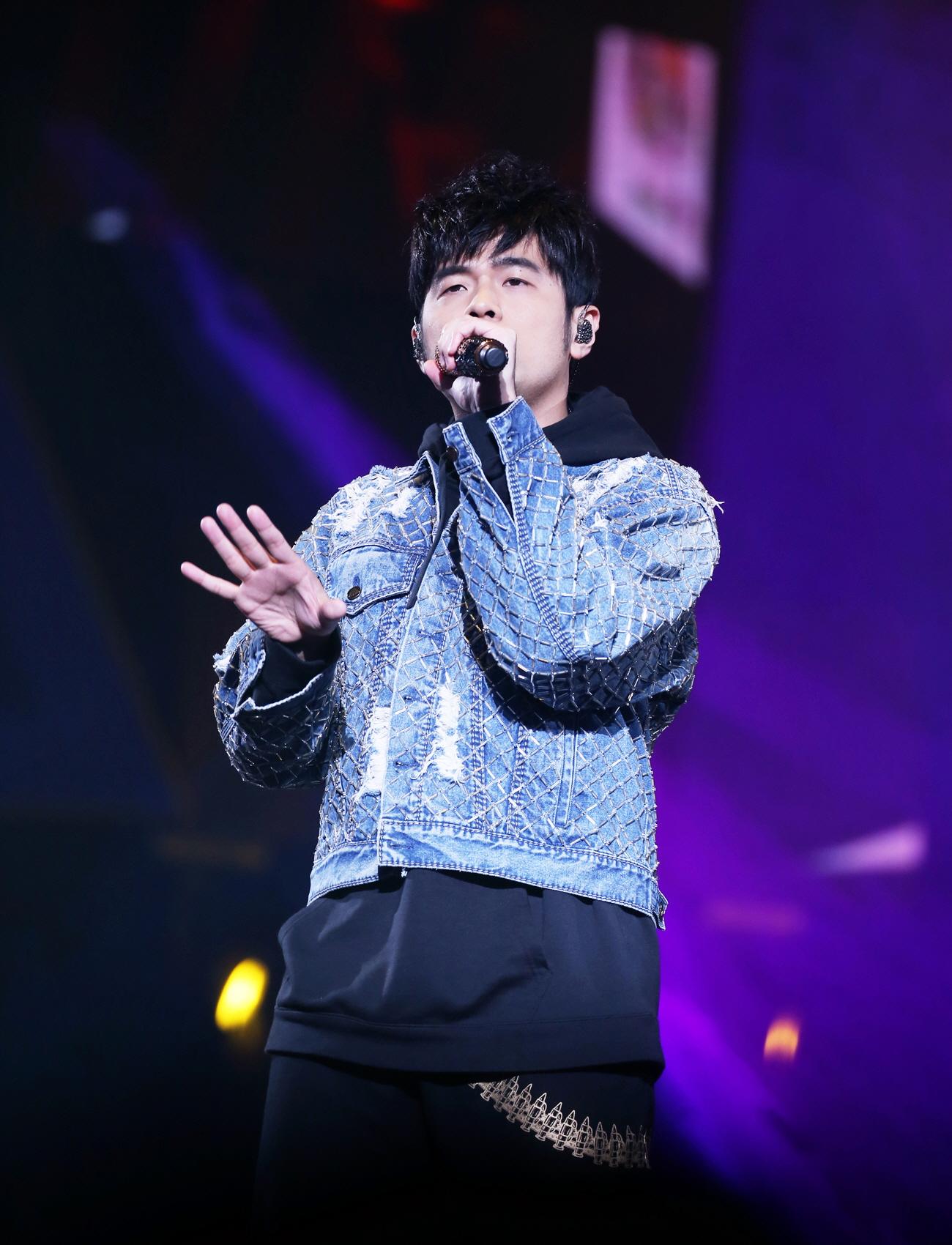
周杰倫是該專輯中合作的音樂人之一。

2003年11月13日，媒體報導蔡依林將開始錄製預計於翌年1月發行的新專輯。同年12月14日，媒體透露由於蔡依林對專輯的高要求，導致多首歌曲重新配唱，專輯發行時間延至翌年春節後。
2004年1月9日，媒體報導新專輯將收錄周杰倫為蔡依林創作的歌曲。同年2月10日，媒體進一步透露專輯將於2月27日發行，蔡依林因壓力大，每首歌錄製四至五個版本。周杰倫共為蔡依林創作三首歌曲。
專輯延續《看我72變》的製作人陣容，蔡依林表示：「因為要求很高，唱片公司也要求很高，大家幾乎快得憂鬱症，95分也不可原諒。」

## 創作和錄製
第一主打〈海盜〉融合中世紀復古氛圍、佛朗明哥和嘻哈元素，並加入刷碟聲等多種音效，周杰倫親自參與和聲及饒舌部分。第二主打〈愛情三十六計〉表達Z世代女性獨立的愛情觀，並和〈第一優先〉共同開發「甜金屬」曲風，將重金屬搖滾樂器如電吉他和貝斯融入舞曲，創造尖銳爆裂音色和蔡依林甜美嗓音的鮮明對比。蔡依林首次嘗試帶有朋克風格的搖滾，儘管錄音過程挑戰重重，但最終結果令她滿意。
第四主打〈檸檬草的味道〉展現蔡依林更豐富的聲音表情和情緒掌控力。第五主打〈Love Love Love〉改編自Nu Virgos的〈Stop! Stop! Stop!〉，融合法國香頌和地中海南歐浪漫情調，節奏鮮明、聲音甜美，帶來幸福感動。第六主打〈始作俑者〉由蔡依林親自填詞，歌詞表達她對愛情的看法：無所謂第三者，分手後不責怪彼此，展現成熟的情感深度和演唱功力。
此外，〈消失的城堡〉描述愛情破碎後的苦澀感受；〈乖貓〉混合拉丁風和重節奏嘻哈，蔡依林巧妙模仿貓咪聲調，展現酷勁與甜美的雙重風格；〈倒帶〉則帶有英式搖滾風格。

## 主題和造型
專輯名稱「城堡」象徵其如同一座充滿神秘和時尚的音樂城堡，等待歌迷探索。蔡依林表示，專輯中的歌曲《消失的城堡》代表消失的愛情，並形容專輯如同裝滿寶藏的城堡，內含各式好音樂，對她而言，每首歌都是財富。
專輯整體以「天」、「地」、「海」三種自然元素為概念，分別以「天空的飛鳥」、「森林的白馬」、「深海的藍魚」呈現曲風多樣性。「天空的飛鳥」象徵熱情快歌，「森林的白馬」代表異國風味歌曲，「深海的藍魚」則為抒情慢歌。蔡依林進一步說明，專輯中的三種顏色服裝分別代表三大主題：粉紅色象徵「天空飛鳥」、藍色象徵「深海藍魚」、綠色象徵「森林白馬」。
為呼應專輯概念，唱片公司投入三百萬元新台幣打造視覺風格，並邀請日本造型師宮師雄一和渡邊康裕負責設計。兩位造型師在專輯發行半年前開始籌劃，並在發行前三個月與蔡依林會面，前往巴黎挑選服裝。宮師雄一還為蔡依林設計專屬標誌，將其英文名首字母J設計為飛鳥造型，象徵舞台上的動感形象和舞蹈魅力。
改版「甜蜜慶功版」的寫真中，蔡依林以不同材質打造的城堡場景拍攝，呼應專輯主題。她表示，純白蛋糕與純白衣服相搭配，帶有夢幻和真實感。

## 發行和宣傳

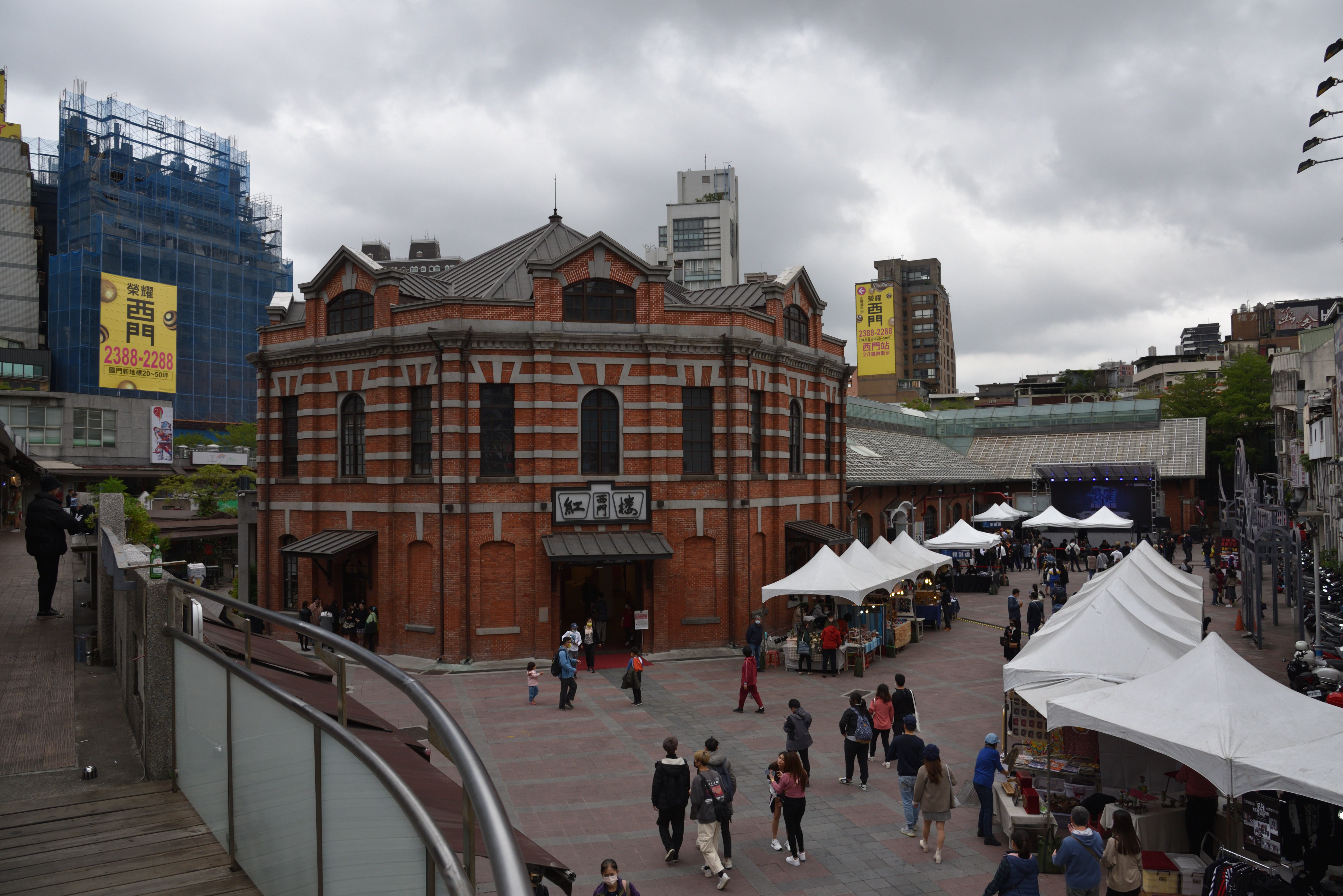
「天翼之煉首部曲·海盜首航搶聽會」於臺北市西門紅樓前廣場舉行。

2004年2月11日，蔡依林發布第一主打〈海盜〉。同月13日，專輯開始預購，預購禮為收錄〈海盜〉MV的VCD。2月22日，蔡依林於臺北市西門紅樓前廣場舉辦「天翼之煉首部曲·海盜首航搶聽會」，該活動斥資超過新臺幣一百萬元。蔡依林表示希望專輯在音樂品質和銷售量上都能獲得肯定。
專輯於2月27日正式發行，內容包括一張新歌CD和一張附贈的VCD，收錄紀錄短片《蔡依林2003風光72變魅力演出全紀錄》。同日，蔡依林舉辦「城堡全亞洲發片記者會」，媒體透露專輯製作費約為新臺幣一億元，並指出她將於宣傳期結束後展開巡演。
同年4月17日，蔡依林於臺北市新光三越信義店旁停車場舉辦「就是愛慶功演唱會」，吸引逾萬名觀眾。同月30日，蔡依林發行專輯的改版「甜蜜慶功版」，額外收錄10支MV和〈愛情三十六計〉的重混版本。

### 音樂影片

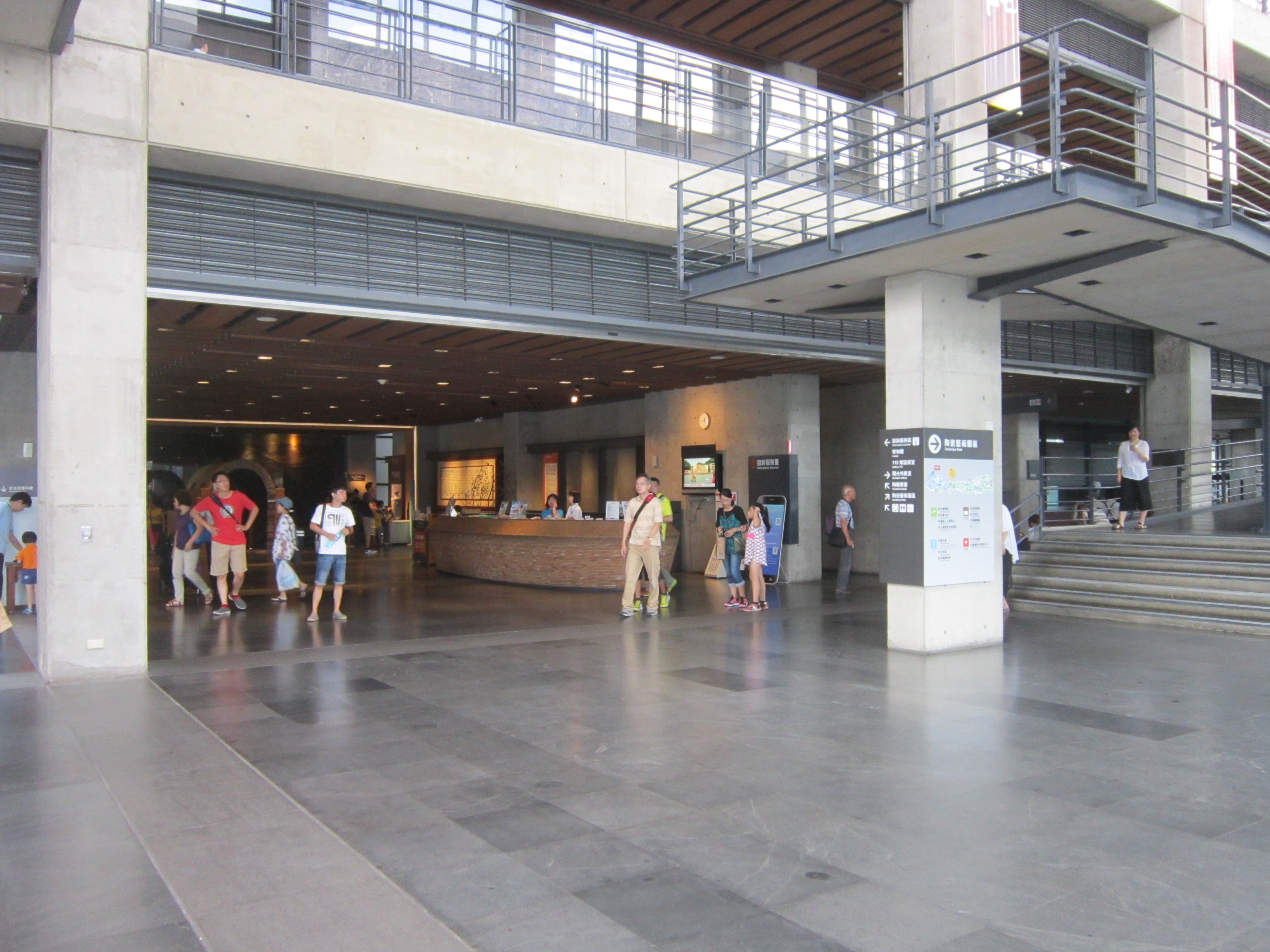
歌曲〈檸檬草的味道〉的MV的拍攝取景地之一為臺北縣立鶯歌陶瓷博物館。

歌曲〈海盜〉的MV由賴偉康執導，製作費用達新臺幣三百萬元。為配合融合佛朗明哥和嘻哈的音樂風格，蔡依林在MV中變換多種造型，包括紮紅頭巾、手持西洋劍的海盜船長和身穿蓬蓬裙的海盜公主。蔡依林表示，她很得意自己首次的男裝造型，並覺得能夠鬥劍耍狠的過程讓自己顯得相當「Man」。MV的舞蹈編排由張勝豐設計，融合了嘻哈和佛朗明哥的元素，呈現「男女蔡依林」在MV中的對跳。蔡依林解釋道，舞蹈中堅定的眼神傳遞出挑戰的訊息。為呈現中世紀海盜爭奪寶藏的場景，導演邀請專業美術團隊設計布景，搭建精緻的海盜船艙並以古董和黃金飾品裝飾。該MV歷時三天拍攝，並耗時十天進行後製。
歌曲〈愛情三十六計〉的MV由鄺盛執導，〈就是愛〉的MV則由賴偉康執導。歌曲〈檸檬草的味道〉的MV由林錦和執導，拍攝地點包括台北縣立鶯歌陶瓷博物館。〈Love Love Love〉的MV由賴偉康和比爾賈共同執導，舞蹈以曼波舞為基調，並受到電影《芝加哥》中百老匯風格的影響。歌曲〈始作俑者〉的MV亦由林錦和執導。

### 現場表演
2004年7月6日，蔡依林參加「十全十美2004北京演唱會」，演唱歌曲〈愛情三十六計〉。同月24日，她參加「第六屆CCTV-MTV音樂盛典」，並演唱〈愛情三十六計〉。同年8月1日，她於「新城國語力頒獎禮2004」中演唱〈海盜〉。同月16日，她現身「青島啤酒節開幕式晚會」，演唱〈愛情三十六計〉和〈倒帶〉。同年9月4日，她出席「第四屆全球華語歌曲排行榜頒獎典禮」，演唱〈海盜〉。
同月24日，蔡依林於「第五屆中國金鷹電視藝術節明星演唱會」中演唱〈愛情三十六計〉和〈倒帶〉。同年12月17日，她參加「2004年TVB8金曲榜頒獎典禮」，演唱〈海盜〉。同月26日，她在「新城勁爆頒獎禮2004」中演唱〈海盜〉。2005年1月11日，她出席「第11屆全球華語音樂榜中榜頒獎典禮」，演唱〈海盜〉和〈愛情三十六計〉。同年2月8日，她登上「中國中央電視台春節聯歡晚會」，演唱〈愛情三十六計〉。

### 巡演
2004年7月8日，蔡依林宣布將於同年8月7日在中國上海市虹口足球場展開「J1世界巡迴演唱會」。該巡演歷時一年零九個月，於全球七座城市共舉辦八場演出，最終於2006年4月22日在美國加州爾灣的唐納德布倫活動中心結束。

## 商業表現
2004年2月22日，媒體報導該專輯在開放預購後六天內於臺灣的預購量超過六萬張。專輯發行首週登上臺灣玫瑰大眾和亞洲唱片的唱片銷量排行榜週榜冠軍。同年4月6日，媒體指出專輯已蟬聯玫瑰大眾週榜冠軍四週，並在臺灣售出超過20萬張。同年5月3日，專輯在臺灣的銷量突破25萬張。同月15日，媒體報導其在全亞洲的總銷量超過150萬張。同年5月24日，專輯在中國大陸的銷量已超過45萬張。同年8月4日，專輯蟬聯亞洲唱片週榜冠軍達九週。
同年12月29日，媒體報導該專輯為2004年臺灣年度唱片銷量第二名，並為年度女歌手唱片銷量冠軍。2005年1月28日，專輯獲得2004年新加坡年度華語唱片銷量第十名。同年3月23日，專輯亦被列入2004年香港年度國語唱片銷量前十名。最終，該專輯在臺灣的銷量超過30萬張，並在全亞洲總銷量超過150萬張。
此外，歌曲〈就是愛〉和〈愛情三十六計〉分別獲得2004年臺灣Hit FM年度百首單曲第8名和第78名。

## 評價
騰訊娛樂評論認為，該專輯是蔡依林專輯《看我72變》的延續，無論在造型、音樂風格，甚至部分歌曲名稱上都能看見前作的影子。同時指出，唱片公司延續前作製作手法，僅做局部調整，成功延續該專輯的商業熱度，進一步鞏固了蔡依林在臺灣及亞洲華語樂壇的地位。新浪娛樂評論則指出，若《看我72變》是一項大膽的突破，《城堡》延續了其風格與水準，但由於前作的嶄新印象過於鮮明，導致《城堡》在驚喜感上略顯不足。網站21hifi認為，蔡依林出道時即具備不俗唱功，至《城堡》時期其演唱表現已趨成熟，能兼顧快歌的節奏感與慢歌的情感詮釋，專輯整體有助於鞏固其演藝成就。

## 獎項
2004年7月24日，蔡依林獲得第六屆CCTV-MTV音樂盛典臺灣地區年度最佳女歌手。同年8月1日，她獲得新城國語力頒獎禮2004新城國語力歌后和新城國語力舞台大獎，歌曲〈就是愛〉獲得新城國語力歌曲獎。同月5日，她獲選第三屆MTV封神榜音樂獎Top 20人氣歌手。同年9月4日，她獲得第四屆全球華語歌曲排行榜傳媒推薦大獎和最佳全能藝人，歌曲〈海盜〉獲選年度20大金曲並獲得最佳編曲。
同月10日，她獲得新加坡金曲獎臺灣區最受歡迎歌手獎和最受歡迎女歌手獎。同年11月15日，蔡依林入圍2005年MTV亞洲大獎最受歡迎臺灣藝人。同年12月17日，她獲得2004年TVB8金曲榜最受歡迎女歌手獎，歌曲〈海盜〉獲得金曲獎。同月27日，她獲得新城勁爆頒獎禮2004新城勁爆國語女歌手和新城勁爆亞洲女歌手，歌曲〈海盜〉獲得新城勁爆國語歌曲獎。
2005年1月11日，她獲得第11屆全球華語音樂榜中榜港台最受歡迎女歌手，〈海盜〉的MV獲得港台最佳音樂錄影帶。同月16日，她獲得Hito流行音樂獎年度Hito女歌手，〈就是愛〉獲得年度Hito十大華語歌曲。同年3月12日，她獲得音樂先鋒榜臺灣最受歡迎女歌手。同月23日，專輯獲得IFPI香港唱片銷量大獎2004十大銷量國語唱片。
同年4月7日，歌曲〈海盜〉的MV入圍2005年MTV日本音樂錄影帶大獎最佳亞洲藝人。同年6月13日，〈海盜〉的MV獲得中國唱片金碟獎最佳音樂錄像。此外，〈海盜〉獲得加拿大至Hit中文歌曲排行榜全國推崇十大國語歌曲。

## 曲目
| 《城堡》——正式版 | 《城堡》——正式版                         | 《城堡》——正式版 | 《城堡》——正式版                                  | 《城堡》——正式版 | 《城堡》——正式版 | 《城堡》——正式版 |
| 曲序             | 曲目                                     |                  | 作曲                                              | 编曲             | 製作人           | 时长             |
| ---------------- | ---------------------------------------- | ---------------- | ------------------------------------------------- | ---------------- | ---------------- | ---------------- |
| 1.               | 愛情三十六計（36 Tricks of Love）        | 胡如虹           | - Savan Kotecha - Andrew Frampton - Wayne Wilkins | 呂紹淳           | 王治平           | 3:34             |
| 2.               | 就是愛（It's Love）                      | 天天             | 周杰倫                                            | 呂紹淳           | 王治平           | 4:16             |
| 3.               | 檸檬草的味道（The Smell of Lemon Grass） | 李焯雄           | 李偲菘                                            | Terence Teo      | 李偲菘           | 4:32             |
| 4.               | 海盜（Pirates）                          | 陳鎮川           | 周杰倫                                            | 洪敬堯           | 周杰倫           | 4:35             |
| 5.               | 始作俑者（The Starter）                  | 蔡依林           | 薛忠銘                                            | 王豫民           | 薛忠銘           | 4:36             |
| 6.               | Love Love Love                           | 天天             | Konstantin Meladze                                | 小安             | 黃怡             | 3:48             |
| 7.               | 消失的城堡（Disappearing Castle）        | 易家揚           | 張簡君偉                                          | Terence Teo      | 李偲菘           | 4:10             |
| 8.               | 乖貓（Nice Cat）                         | 陳鎮川           | - Anna Lidner - Charles Kwashie Tamakloe          | 王治平           | 王治平           | 3:32             |
| 9.               | 第一優先（Priority）                     | 李焯雄           | - Dawn Joseph - Henry Gorman                      | Kenn C           | 王治平           | 3:34             |
| 10.              | 倒帶（Rewind）                           | 方文山           | 周杰倫                                            | 鍾佐泓           | 鍾佐泓           | 4:25             |
| 总时长：         | 总时长：                                 | 总时长：         | 总时长：                                          | 总时长：         | 总时长：         | 41:02            |

| 《城堡》——正式版（VCD） | 《城堡》——正式版（VCD）          | 《城堡》——正式版（VCD） |
| 曲序                    | 曲目                             | 时长                    |
| ----------------------- | -------------------------------- | ----------------------- |
| 1.                      | 蔡依林2003風光72變魅力演出全紀錄 | 14:10                   |
| 总时长：                | 总时长：                         | 14:10                   |

| 《城堡》——甜蜜慶功版（CD） | 《城堡》——甜蜜慶功版（CD） | 《城堡》——甜蜜慶功版（CD） |
| 曲序                       | 曲目                       | 时长                       |
| -------------------------- | -------------------------- | -------------------------- |
| 11.                        | 愛情三十六計（Remix）      | 5:01                       |
| 总时长：                   | 总时长：                   | 5:01                       |

| 《城堡》——甜蜜慶功版（DVD） | 《城堡》——甜蜜慶功版（DVD） | 《城堡》——甜蜜慶功版（DVD） |
| 曲序                        | 曲目                        | 时长                        |
| --------------------------- | --------------------------- | --------------------------- |
| 1.                          | 愛情三十六計（MV）          | 3:37                        |
| 2.                          | 就是愛（MV）                | 4:18                        |
| 3.                          | 檸檬草的味道（MV）          | 4:28                        |
| 4.                          | 海盜（MV）                  | 4:37                        |
| 5.                          | 始作俑者（MV）              | 4:37                        |
| 6.                          | Love Love Love（MV）        | 3:48                        |
| 7.                          | 消失的城堡（MV）            | 4:09                        |
| 8.                          | 乖貓（MV）                  | 3:34                        |
| 9.                          | 第一優先（MV）              | 3:35                        |
| 10.                         | 倒帶（MV）                  | 4:25                        |
| 总时长：                    | 总时长：                    | 41:08                       |

## 發行歷史
| 地區     | 日期           | 版本                         | 格式    | 經銷商   |
| -------- | -------------- | ---------------------------- | ------- | -------- |
| 馬來西亞 | 2004年2月27日  | 正式版                       | CD+VCD  | 新力音樂 |
| 馬來西亞 | 2004年4月30日  | 甜蜜慶功版                   | VCD     | 新力音樂 |
| 臺灣     | 2004年2月27日  | 正式版                       | CD+VCD  | 新力音樂 |
| 臺灣     | 2004年4月30日  | 甜蜜慶功版                   | CD+DVD  | 新力音樂 |
| 臺灣     | 2018年12月26日 | 15周年全球限量全透明水晶彩膠 | LP      | 新力音樂 |
| 新加坡   | 2004年2月27日  | 正式版                       | CD+VCD  | 新力音樂 |
| 新加坡   | 2004年4月30日  | 甜蜜慶功版                   | VCD     | 新力音樂 |
| 中國大陸 | 2004年2月27日  | 平裝版                       | CD 卡帶 | 新索音樂 |
| 中國大陸 | 2004年2月27日  | 精裝版                       | CD      | 新索音樂 |
| 中國大陸 | 2004年4月30日  | 甜蜜慶功版                   | VCD     | 新索音樂 |

## 外部連結
- YouTube上的《城堡》播放列表